# Centre d'études et de recherches comparées sur la création
Le Centre d'études et de recherches comparées sur la création (CERCC) est un laboratoire de l'École normale supérieure de Lyon créé en 2009. Il est dirigé par Eric Dayre.

## Le Centre d'études
Le CERCC accueille des chercheurs dans le domaine des Lettres françaises et étrangères des XIXe et XXe siècles, et dans le champ des études immédiatement contemporaines. Il accueille également des chercheurs qui s’occupent de domaines linguistiques et de littératures étrangères, des comparatistes, des poéticiens spécialistes de la musique, des arts plastiques, du cinéma et du théâtre appartenant au Département des Arts.
Le CERCC est  un centre à vocation interdisciplinaire qui entend favoriser les rencontres et les croisements entre chercheurs et créateurs, poètes et critiques, entre des chercheurs issus de domaines différents, de traditions et de cultures diverses, par des études sur auteurs ou des études généralistes. Le CERCC est présent par des partenariats institutionnels de recherche dans divers pays dont la  Chine, l'Allemagne et l'Amérique du Sud.
Au cœur de son projet figure l’analyse des systèmes et des effets de transferts et de traductions. Il a mis en place des programmes d’accueil de créateurs, poètes, essayistes, prosateurs, romanciers, photographes, plasticiens, dramaturges, scénographes, metteurs en scène et cinéastes, ainsi que des programmes de recherche sur l’art vivant et actuel. La formation qu’il propose est attentive au contact étroit entre la recherche intellectuelle et universitaire et les propositions nouvelles de la création contemporaine.
L’École Normale Supérieure, au sein de laquelle le CERCC évolue, regroupe les composantes Lettres et Sciences Humaines et les Sciences dures de l’ENS de Lyon. 
Le CERCC a pour unique tutelle l'Ecole Normale Supérieure de Lyon, et c'est dans ce cadre qu'il revendique une autonomie scientifique à l'interface Recherche-Création-Formation.
Dans la tradition des Humanités, le CERCC a également mis en place des programmes de recherche interdisciplinaire entre sciences dures, lettres et sciences humaines.
En 2016-2018, Le CERCC accueillait  une trentaine de doctorants dans les domaines de la littérature comparée, de la littérature française et des études théâtrales.

## Source
- Présentation générale du CERCC sur le site de l'École normale supérieure de Lyon